# Tallard
Tallard település Franciaországban, Hautes-Alpes megyében. Lakosainak száma 2272 fő (2022. január 1.). Tallard Curbans, Venterol, Châteauvieux, Fouillouse, Lettret, Neffes, La Saulce és Sigoyer községekkel határos.

## Népesség
A település népessége az elmúlt években az alábbi módon változott:
| Lakosok száma | 1063 | 1155 | 1187 | 1837 | 2040 | 2151 | 2206 | 2285 | 2295 | 2272 |
|               | 1968 | 1982 | 1990 | 2006 | 2013 | 2015 | 2017 | 2019 | 2020 | 2022 |